# Emblemaria hypacanthus
Emblemaria hypacanthus är en fiskart som först beskrevs av Oliver Peebles Jenkins och Barton Warren Evermann, 1889.  Emblemaria hypacanthus ingår i släktet Emblemaria och familjen Chaenopsidae. IUCN kategoriserar arten globalt som livskraftig. Inga underarter finns listade i Catalogue of Life.